# 寂日坊

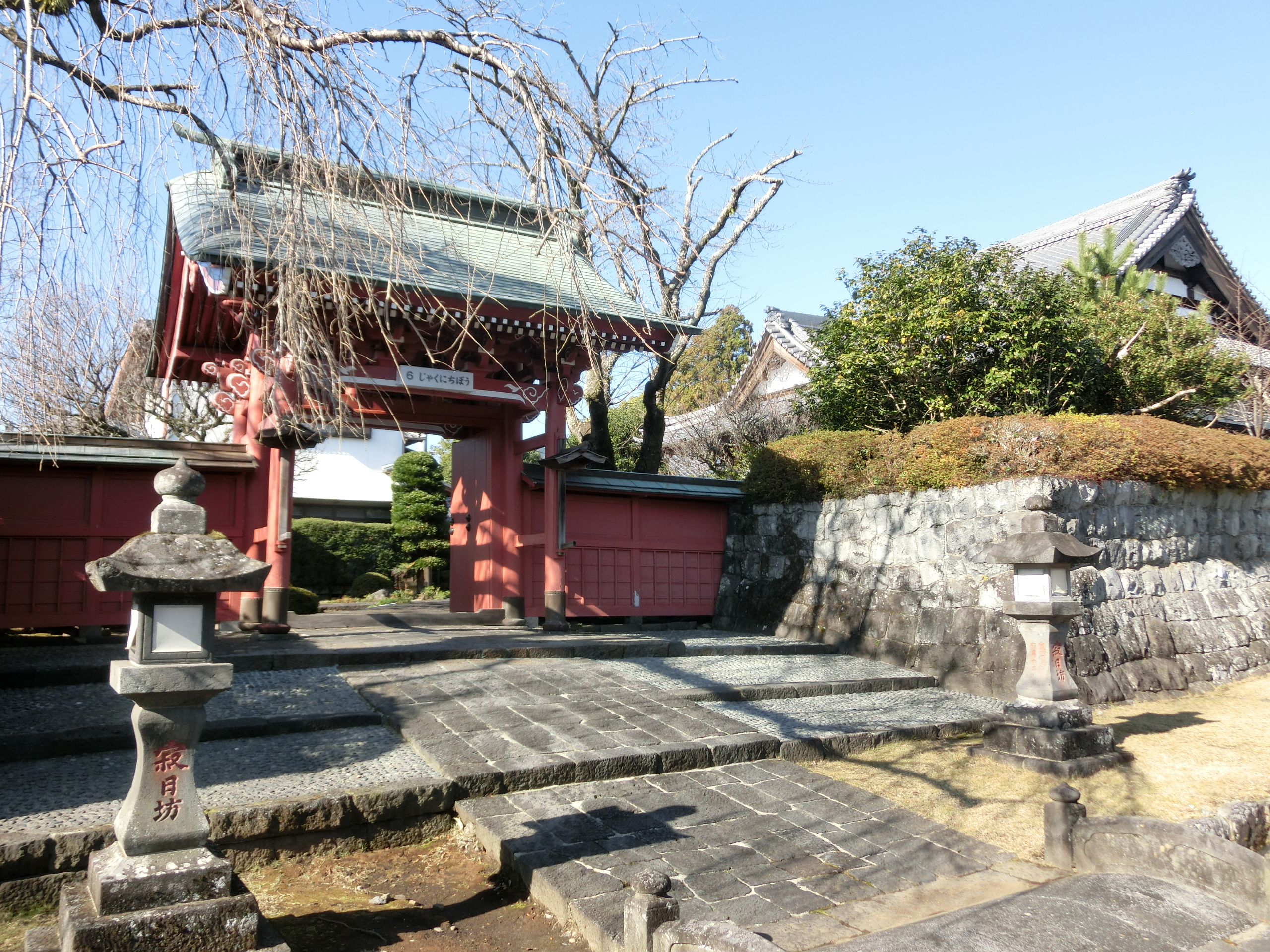
寂日坊

寂日坊（じゃくにちぼう）は、日蓮正宗総本山大石寺の塔中坊の一つ。表塔中にある。古来、代官坊とも称されている。

## 歴史
- 1290年（正応3年） - 大石寺創建と同時に寂日坊日華師を開基として建立される。
- 1637年（寛永14年） - 17世日精が現在の本堂安置の常住板御本尊を書写。
- 1887年（明治20年）2月22日 - 改築される。
- 1907年（明治40年）9月3日 - 後の第57世法主日正が住職となる。
- 1909年（明治42年）10月1日 - 後の第60世法主日開が住職となる。
- 1984年（昭和59年）10月10日 - 第67世日顕の大導師により現本堂新築落慶法要が行われる。

## 概要
- 住職が法主の代官を務め（現在は主任理事や執事が務める）、貴人（三位以上）の宿坊になった事から門が赤（他の坊は黒または白木）である。有職故実によれば、朱塗門は勅許が無くては建てることを許されなかった。
- 本堂は7間四方（他の坊は50～60畳程度）で他の坊と違い広間（食事や休憩をする部屋）より広く作られている。
- 大石寺の塔中坊としては珍しく、客殿と同様に本尊の両脇に日蓮と日興の御影像が安置されている。